# The Conjuring
The Conjuring (también conocida como The Warren Files, titulada Expediente Warren: The Conjuring en España y El conjuro en Hispanoamérica) es una película estadounidense de terror de 2013 dirigida por James Wan y protagonizada por Vera Farmiga y Patrick Wilson en el papel de los parapsicólogos Lorraine y Ed Warren. La película es la segunda más exitosa de la saga (después de La monja), recaudando un total de $319,5 millones contra un presupuesto de $20 millones.
La película está basada en un caso inspirado en la realidad, que habría tenido lugar en una granja, en donde una familia empieza a ser testigo de fenómenos paranormales.

## Argumento
En 1971, Roger y Carolyn Perron (Ron Livingston y Lili Taylor) son un matrimonio que se traslada con sus cinco hijas Christine (Joey King), Andrea (Shanley Caswell), Nancy (Hayley McFarland), Cindy (Mackenzie Foy) y April (Kyla Deaver), a una granja en Harrisville, Rhode Island. El primer día como propietarios resulta ser idílico a excepción del extraño comportamiento de su perra Sadie, la cual se niega a entrar a la casa y empieza a ladrar. Por otro lado, una de las hijas rompe sin querer un tablón de la pared y descubren un sótano con artefactos viejos. April encuentra una caja musical extraña en las raíces de un árbol. Por la noche, mientras Roger está en su estudio, escucha unos ruidos extraños, lo que le lleva a darse cuenta de que su hija Cindy experimenta una especie de sonambulismo por las noches. 
A la mañana siguiente empiezan a suceder cosas extrañas: Carolyn se levanta con moratones en brazos y piernas y Sadie aparece muerta. Al cabo de los próximos días, los fenómenos empiezan a manifestarse con más fuerza, como por ejemplo: todos los relojes se paran a las 03:07 am y se empiezan a escuchar ruidos extraños (como palmadas) procedentes del sótano, en el cual Carolyn se queda encerrada sin posibilidad de salir. Allí escucha la voz de un niño que le pregunta si pueden jugar a las palmadas. Grita horrorizada, pero nadie la oye gritar ya que su marido se había marchado a Florida. Justo en ese momento, Andrea ve como Cindy sufre de nuevo de sonambulismo hasta que se percata de que encima del armario hay un espíritu que la agrede. Después de todo esto, Roger llega a la casa y saca del sótano a Carolyn y ve a sus hijas, llenas de miedo. 
Tras los sucesos sufridos, Carolyn consigue contactar con Ed y Lorraine Warren (Patrick Wilson y Vera Farmiga), dos parapsicólogos a los que les pide ayuda con la "fuerza" que amenaza su vida y la de su familia. Tras aceptar encantados, inician una investigación para recabar pruebas de que la casa pueda estar poseída en caso de que fuera necesario un exorcismo, previa autorización de la iglesia.
Mientras investigan sobre el pasado de la propiedad, la pareja descubre que tiempo atrás, la casa perteneció a Bathsheba Sherman (Joseph Bishara), una mujer acusada de brujería durante el siglo XIX y que ofreció al diablo su hijo como sacrificio antes de ahorcarse tras maldecir a todo aquel que entrase en su propiedad, la cual tenía una extensión de 200 acres hasta que el terreno fue dividido en pequeñas parcelas, en las que también se produjeron hechos como asesinatos y suicidios.
Una vez regresan a la granja, los Warren traen a su equipo con sus artefactos para continuar con las pruebas, Cindy vuelve a caminar dormida y descubre un acceso secreto tras el armario de la habitación de Andrea al cual accede Lorraine, quien acaba cayendo por un hueco al sótano donde se encuentra de frente con el espíritu de una mujer que parece ser Bathsheba. Por otro lado, Nancy es atacada por una fuerza invisible que la tira y arrastra con violencia del cabello.
Finalmente, los Perron deciden marcharse a un motel mientras los Warren acaban con la investigación y les llevan las pruebas a los miembros de la iglesia con la esperanza de que den el visto bueno para realizar un exorcismo en la propiedad. Sin embargo los párrocos les comentan que antes de hacer nada, deben recibir órdenes del Vaticano. No obstante, los problemas siguen, esta vez con los parapsicólogos, puesto que el espíritu de Bathsheba pretende atacar a la hija de los Warren, Judy (Sterling Jerins) a través de Annabelle (una muñeca que fue vista al principio de la película) aunque Ed y Lorraine llegan a tiempo para salvarla antes de que reciba algún daño.
Después de esto, Carolyn, tras ser poseída por Bathsheba, lleva a Christine y April a la casa con la intención de hacer un sacrificio. Ed y Lorraine encuentran a Carolyn en el sótano tratando de apuñalar a April. Después de atar a Carolyn a una silla, Ed realiza un exorcismo a Carolyn, pues se da cuenta de que no hay tiempo suficiente para que llegue un sacerdote. Ed decide realizar el exorcismo por sí mismo, y en el proceso es atacado por Bathsheba. Aunque Carolyn escapa e intenta matar a April, Lorraine no deja que mate a su hija recordándole un recuerdo especial que compartió con su familia, lo que le permitió a Ed completar el exorcismo, salvando a Carolyn y April.
Al regresar a casa, Lorraine le dice a Ed que les habían dejado un mensaje que decía que habían obtenido la aprobación de la Iglesia Católica para realizar el exorcismo. También tienen otro caso para investigar en Long Island. Antes de irse, Ed agrega la caja de música de la casa de los Perron a una colección de artículos que él y Lorraine han guardado de casos anteriores. Al salir inexplicablemente se abre y se escucha una música.

## Reparto
- Patrick Wilson como Ed Warren.
- Vera Farmiga como Lorraine Warren.
- Ron Livingston como Roger Perron.
- Lili Taylor como Carolyn Perron.
- Joey King como Christine Perron.
- Shanley Caswell como Andrea Perron.
- Hayley McFarland como Nancy Perron.
- Mackenzie Foy como Cindy Perron.
- Kyla Deaver como April Perron.
- Shannon Kook como Drew Thomas.
- John Brotherton como Brad Hamilton.
- Sterling Jerins como Judy Warren.
- Marion Guyot como Georgiana Moran.
- Steve Coulter como Padre Gordon.
- Joseph Bishara como Bathsheba Sherman
- Morganna Bridgers como Debbie "Enfermera".
- Amy Tipton como Camilla.
- Christof Veillon como Maurice.

## Producción y estreno

### Desarrollo
El desarrollo comenzó hace más de 20 años cuando Ed Warren puso una cinta de la entrevista inicial de Lorraine con Carolyn Perron para el productor Tony DeRosa-Grund. DeRosa-Grund hizo una grabación de Warren de la reproducción de la cinta y de su posterior discusión. Al final de la cinta, Warren le dijo a DeRosa-Grund, "Si no podemos hacer esto una película, no sé lo que podamos". DeRosa-Grund luego describió su visión de la película de Ed.
DeRosa-Grund escribió el tratamiento original y tituló el proyecto 'The Conjuring'. Por casi 14 años, trató de hacer la película sin ningún éxito. Él consiguió un contrato para hacer la película con la productora Gold Circle Films, la compañía de producción 'The Haunting in Connecticut', pero el contrato no se pudo finalizar y no hubo acuerdo.
DeRosa-Grund hizo un acuerdo con el productor Peter Safran, y los escritores hermanos Chad y Carey Hayes fueron llevados a bordo de refinar el guion. Utilizando el tratamiento de DeRosa-Grund y la cinta de Ed Warren, los hermanos Hayes cambiaron el punto de vista de la historia de la familia Perron al Warren. A mediados de 2009, la propiedad se convirtió en objeto de una guerra de ofertas de seis estudios que aterrizó la película en Summit Entertainment. Sin embargo, DeRosa-Grund y Cumbre no podían concluir la transacción y la película fue al cambio de tendencia. DeRosa-Grund reconecta con New Line Cinema, que se había perdido en la guerra de ofertas original. El 11 de noviembre de 2009, un acuerdo fue hecho entre New Line y Evergreen Media Group de DeRosa-Grund.

### Preproducción
Cuando Insidious salió y fue un éxito, la historia de los Warren vino a mí y yo estaba como, "Oh, Dios mío, esto es realmente genial"[...] Pero yo no sólo quiero hacer otra historia de fantasmas o de otra película sobrenatural. Una cosa que nunca había explorado fue la oportunidad de contar una historia que está basada en los personajes de la vida real, la gente de la vida real. Así que esas eran las cosas que me llevó a The Conjuring
James Wan

La preproducción comenzó a principios de 2011, con los informes apareciendo a principios de junio que James Wan estaba en discusión para dirigir la película. Esto fue confirmado más tarde por Warner Bros, que también declaró que la película se basa libremente en hechos reales de los parapsicólogos Ed y Lorraine Warren. En enero de 2012, Vera Farmiga y Patrick Wilson fueron llamados para los personajes de Ed y Lorraine Warren en la película. Ese mes, Ron Livingston y Lili Taylor también fueron confirmados por sus papeles en la película, que en ese momento se estaba desarrollando bajo el título de 'The Untitled Warren Files Project'. El título de la película se cambió temporalmente a 'The Warren Files' basado de una sugerencia de Wan, pero más tarde se volvió a cambiar al título el 'The Conjuring' antes del comienzo de la campaña de marketing de la película.
Desde la productora Warner Bros. declararon que el film estaría ligeramente basado en uno de los casos investigados por Ed y Lorraine Warren. En enero de 2012, Ron Livingston, Lili Taylor, Vera Farmiga y Patrick Wilson fueron los primeros actores confirmados de manera oficial mientras el rodaje continuaba bajo el título-borrador de The Warren Files, hasta que optaron por cambiarlo a The Conjuring a pocos días del estreno.
El rodaje tuvo lugar en marzo de 2012 en Wilmington, Carolina del Norte y la posproducción, en agosto del mismo año.
En un principio, la película se iba a estrenar a comienzos de 2013, pero la productora decidió retrasar el estreno hasta el verano tras la buena acogida que tuvo en la emisión de prueba ante el público. La película se presentó en la Comic-Con de 2012.